# Кристофър Уокън
Кристофър Уокън (на английски: Christopher Walken), е американски филмов и театрален актьор , носител на награди „Сателит“, БАФТА и „Оскар“, номиниран е за „Златен глобус“, „Еми“ и три награди „Сатурн“. Снимал се е в повече от 100 кино и телевизионни продукции, сред които са класически заглавия като: „Ловецът на елени“ на Майкъл Чимино, „Мъртвата зона“ по Стивън Кинг, „Хвани ме, ако можеш“ на Стивън Спилбърг, „Истински романс“ на Тони Скот и „Криминале“ на Куентин Тарантино.

## Биография

### Ранни години
Кристофър Уокън е роден като Роналд Уокън на 31 март 1943 г. в нюйоркския район Куинс в семейство на методисти. Майка му Розали (1906 – 2010), която е шотландски емигрант от Глазгоу работи като аранжор на витрини. Баща му Пол Уокън (1904 – 2001) емигрира заедно с братята си от Германия през 1928 г. и работи като пекар.
Като младеж, Кристофър учи в университета „Хофстра“, Лонг Айлънд но не се дипломира.

### Личен живот
Кристофър Уокън е женен за съпругата си Джорджиън от 1969 година. Тя работи като кастинг директор. Най-популярният проект в който участва е сериалът „Семейство Сопрано“. Двамата нямат деца, живеят в щата Кънектикът. Имат и ваканционен дом на острова Блок Айлънд, част от Род Айлънд.

## Кариера
Повлияни от мечтите на майка си да бъде „звезда“, Кристофър Уокън заедно с братята си Кенет и Глен се включват като детски актьори в телевизионни продукции през 1950-те. Преди дебютът си на театралната сцена, Уокън се е обучавал като танцьор в музикален театър към „Вашингтонско танцово студио“. На сцената изпълнява главни роли в постановките по Шекспир: „Хамлет“, „Макбет“, „Ромео и Жулиета“, „Кориолан“ и други. През 1995 година, написва и изиграва главната роля в пиесата за Елвис Пресли – „Him“ („Него“).

## Избрана филмография
| Година | Филм                           | Оригинално заглавие                 | Роля                        | Режисьор          |
| ------ | ------------------------------ | ----------------------------------- | --------------------------- | ----------------- |
| 1977   | Ани Хол                        | Annie Hall                          | Дуейн Хол, брат на Ани Хол  | Уди Алън          |
| 1978   | Ловецът на елени               | The Deer Hunter                     | Никанор (Ник) Чевотаревич   | Майкъл Чимино     |
| 1983   | Мъртвата зона                  | The Dead Zone                       | Джони Смит                  | Дейвид Кроненбърг |
| 1985   | Изглед към долината на смъртта | A View to a Kill                    | Макс Зорин                  | Джон Глен         |
| 1990   | Кралят на Ню Йорк              | King of New York                    | Франк Уайт                  | Абел Ферара       |
| 1992   | Батман се завръща              | Batman Returns                      | Макс Шрек                   | Тим Бъртън        |
| 1993   | Истински романс                | True Romance                        | Винченцо Кочоти             | Тони Скот         |
| 1994   | Криминале                      | Pulp Fiction                        | капитан Кунс                | Куентин Тарантино |
| 1996   | Последният оцелял              | Last Man Standing                   | Хики                        | Уолтър Хил        |
| 1997   | Ловът на мишката               | MouseHunt                           | Цезар                       | Гор Вербински     |
| 1999   | Слийпи Холоу                   | Sleepy Hollow                       | Хесиън Хорсмън              | Тим Бъртън        |
| 1999   | Светлина от миналото           | Blast from the Past                 | Калвин Уебър                | Хю Уилсън         |
| 2002   | Хвани ме, ако можеш            | Catch Me if You Can                 | Франк Уилям Абагнейл старши | Стивън Спилбърг   |
| 2003   | Добре дошли в джунглата        | The Rundown и Welcome to the Jungle | Хътчър                      | Питър Бърг        |
| 2003   | Трудна свалка                  | Gigli                               | детектив Джейкобелис        | Мартин Брест      |
| 2005   | Домино                         | Domino                              | Марк                        | Тони Скот         |
| 2006   | Щрак                           | Click                               | Морти                       | Франк Корачи      |
| 2012   | Седемте психопата              | Seven Psychopaths                   | Ханс Кесловски              | Мартин Макдона    |
| 2024   | Дюн: Част втора                | Dune: Part Two                      | Император Шадам             | Дени Вилньов      |

## Награди и Номинации
| Награди                 | Награди                            | Награди                 | Награди   |
| Награда                 | Категория                          | Филм                    | Резултат  |
| ----------------------- | ---------------------------------- | ----------------------- | --------- |
| Награди „Оскар“         | Най-добър актьор в поддържаща роля | „Ловецът на елени“      | награда   |
| Награди „Оскар“         | Най-добър актьор в поддържаща роля | „Хвани ме, ако можеш“   | номинация |
| Награди БАФТА           | Най-добър актьор в поддържаща роля | „Ловецът на елени“      | номинация |
| Награди БАФТА           | Най-добър актьор в поддържаща роля | „Хвани ме, ако можеш“   | награда   |
| Награди „Златен глобус“ | Най-добър актьор в поддържаща роля | „Ловецът на елени“      | номинация |
| Награди „Еми“           | Най-добър актьор в минисериал      | „Sarah, Plain and Tall“ | номинация |
| Награди „Сателит“       | Най-добър актьор в поддържаща роля | „Семейни тайни“         | награда   |
| Награди „Сатурн“        | Най-добър актьор                   | „Мъртвата зона“         | номинация |
| Награди „Сатурн“        | Най-добър актьор в поддържаща роля | „Пророчеството“         | номинация |
| Награди „Сатурн“        | Най-добър актьор в поддържаща роля | „Слийпи Холоу“          | номинация |